# Дисней, Элайас
Элайас Чарльз Дисне́й (англ. Elias Charles Disney; 6 февраля 1859, Канада — 13 сентября 1941, Голливуд) — ирландско-канадско-американский строитель и предприниматель. Он наиболее известен как отец Роя и Уолта Диснея, соучредителей The Walt Disney Company.

## Биография
Элиас родился в 1859 году в семье ирландского иммигранта Кеппла Диснея, который вместе с родителями иммигрировал в Нью-Йорк из Европы в 1836 году. В 1888 году Элиас женился на Флоре Колл, и вместе они переехали на центральный полуостров Флориды. В том же году у них родился первый сын Герберт. Через два года семья снова переехала, на этот раз в Чикаго, где Элиас работал плотником. В том же году (1890) у пары родился второй сын Раймонд, а через три года (1893) — третий сын Рой. 5 декабря 1901 года к паре присоединился четвёртый сын Уолт, а два года спустя (1903 год) — первая дочь Рут.
В 1906 году вся семья переехала в Марселин, штат Миссури. Но когда Элиас потерял работу, семья Дисней переехала в Канзас-Сити в 1911 году, где Элиас начал заниматься сельским хозяйством. Именно тогда маленький Уолт впервые начал рисовать животных, которых видел вокруг себя. В 1914 году разразилась Первая мировая война. Однако, поскольку дела на ферме у Элиаса шли неважно, ему пришлось продать её на аукционе во время войны 1916 года и переехать в город, где они уже прожили часть своей жизни, — Чикаго. Но сын Уолт остался в Канзас-Сити. Затем Элиас продавал сладости в своем магазине, а когда это не удалось, он начал продавать газеты и журналы в ларьке.
В 1938 году дома умерла жена Элиаса Флора. Три года спустя (1941 г.) во время путешествия погиб и Элиас.